# متحف الحرير بسوس
متحف الحرير بسوس هو متحف مخصص لمنتجات وإنتاج الحرير يقع في بلدة بسوس بالقرب من وادي شحرور في لبنان، على بعد حوالي 15 كم شرق بيروت.

## التاريخ
تم بناء المبنى في الأصل من قبل عائلة فياض وتم تشغيله كمصنع للحرير بين عامي 1901 و 1954،  وفي عام 1990 احتل الجيش السوري المصنع وأراضيه لفترة قصيرة. ولاحقاً تم ترميمها من قبل مالكيها جورج وألكسندرا عسيلي، بمساعدة جان لويس مانج ليكون بمثابة متحف،  وافتتح المتحف عام 2000 ليسلط الضوء على تاريخ إنتاج الحرير الذي استمر 1500 عام في لبنان والذي انتهى عند إغلاق مصنع الحرير الأخير في سبعينيات القرن الماضي.
لعب تيري هواو وفرانسوا لو نوبل بريدين من باريس دورًا رئيسيًا في إعادة تطوير الحدائق في المبني، حيث جلبت لو نوبل الحرير البري من مدغشقر وساعدت منى صدر عيسى في تأسيس جمعية الذاكرة والتنمية،  وكان طلاب مدرسة Lycée Agricole et Horticole في Saint Germain en Laye في فرنسا والرابطة مسؤولين عن العديد من المشاريع البيئية في قرية بسوس وغابات الصنوبر حول بيروت. المهندس المعماري جاك أبو خالد كان مسؤولاً عن إعادة تصميم المبنى ليصبح متحف.

## المعارض
يشمل المعرض دودة القز كجزء من المجموعة الدائمة للمتحف،  وتوضح المعارض عملية «تفريخ» دودة القز التي تؤدي لإنتاج خيوط الحرير والنسيج عبر جميع المراحل المختلفة،  كما يتم عرض منتجات الحرير المصنعة محليًا، مثل فساتين السهرة اللبنانية التقليدية والسراويل الحريرية التي كانت ترتديها الأميرات في القرن التاسع عشر. يوجد أيضًا جناح مخصص للحرير الشرقي والذهبي، وجناح يحمل كنوز عائلة الحقائب أنطاكي في حلب، يعود تاريخها إلى القرن التاسع عشر وأوائل القرن العشرين. ويمكن للزوار مشاهدة صور للمزارعين العاملين في مجال إنتاج وجمع الحرير وديدان الحرير.
يعرض المتحف بانتظام معارض مؤقتة على سبيل المثال، في الماضي، كان يعرض على الشاشة لمدة 6 أشهر تقريبًا، من مايو إلى أكتوبر، ويعرض حرائك وأنسجة حرفية من كمبوديا ولاوس وفيتنام، ومجموعات حرير خاصة من طول طريق الحرير، بما في ذلك الصين واليابان و الشرق الاوسط. كما استضافت مجموعات خاصة من الأزياء القبلية لإريك بودو وتريزا كولمان.

## روابط خارجية
- متحف الحرير نسخة محفوظة 3 مارس 2016 على موقع واي باك مشين.، الموقع الإلكتروني للمتحف في بسوس
- متحف الحرير، بسوس، لبنان، صور المتحف وأسبابه على آرتنت
- صور المتحف